# Petaquias de Ratisbona

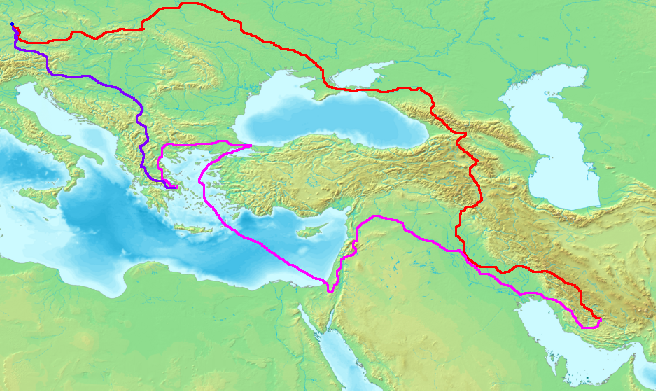
Recorrido aproximado del viaje de Petaquias

Petaquias de Ratisbona, también conocido como Petachiah Ben Yakov, Moses Petachiah o Petachiah de Regensburg, fue un rabino de origen bohemio de finales del siglo XII y principios del siglo XIII recordado por haber realizado extensos viajes por toda Europa del Este, la región del Cáucaso y Oriente Medio.

## Biografía
Petaquias nació en Ratisbona, Baviera (otras fuentes mencionan Praga como lugar de nacimiento).
Era hermano del rabino Yitzhak ha-Lavan ben Yaakov (Isaac el Blanco, hijo de Jacob), un famoso jurista judío. Durante su infancia fue probablemente tutelado por estudiosos como Judá el Piadoso (Yehuda ben Shmuel). Fue autor de varias glosas en el Talmud. Siendo aún joven, dejó Ratisbona, una ciudad cuya comunidad judía era tan reconocida por su piedad y aprendizaje que se llamaba a veces la «Atenas judía» y se estableció en Praga.
La fecha de sus viajes es incierta. Es probable que saliera de Praga en algún momento entre 1170 y 1180, y estaba sin duda en Jerusalén antes de 1187, ya que la describe bajo el control del Reino de Jerusalén. Ya que se supone que Judá el Piadoso fue quien recopiló las notas de la edición superviviente del cuaderno de viaje de Petaquias, debe de haber vuelto a Ratisbona antes de la fecha de su muerte en 1217.
La fecha de la muerte de Petaquias se desconoce.
Las notas de sus viajes fueron publicadas por primera vez en Praga en 1595 bajo el título abreviado de Sibbub. Luego también fueron publicadas por Wagenseil, en una versión latina, en Exercitationes Sex (pp. 160-203, Estrasburgo, 1687); por Carmoly, en hebreo y francés, bajo el título Sibbub ha-'Olam, en París, en 1831; y, finalmente, por A. Benish, en hebreo y en inglés, como The Travels of Rabbi Petaḥyah, en Londres, en 1856. La última edición de la obra de Petaquias apareció en Lemberg en 1859.

## El viaje
Petaquias viajó al este desde Bohemia, a través de Polonia, Bielorrusia, el sur de Ucrania (que él llama Kedar) y Crimea. Describe los restos de los jázaros y los principios de la comunidad caraíta de Crimea. A continuación, se dirigió al sur a través de los kanatos Kipchak y el Cáucaso en Armenia, residiendo durante un tiempo en Nisibis. Desde allí viajó a Mesopotamia, visitando las ciudades de Nínive, Sura, Pumbedita y Bagdad antes de pasar a Persia. Volviéndose hacia el oeste, remontó el río Éufrates y llegó a Siria, visitando a Alepo y Damasco. Viajó por el Reino de Jerusalén, visitando los lugares santos en Galilea y Judea, de donde pudo haberse embarcado, porque el siguiente lugar que describe es Grecia. A partir de ahí, probablemente, regresó a casa a través de los Balcanes.